# ロシアの木瓦

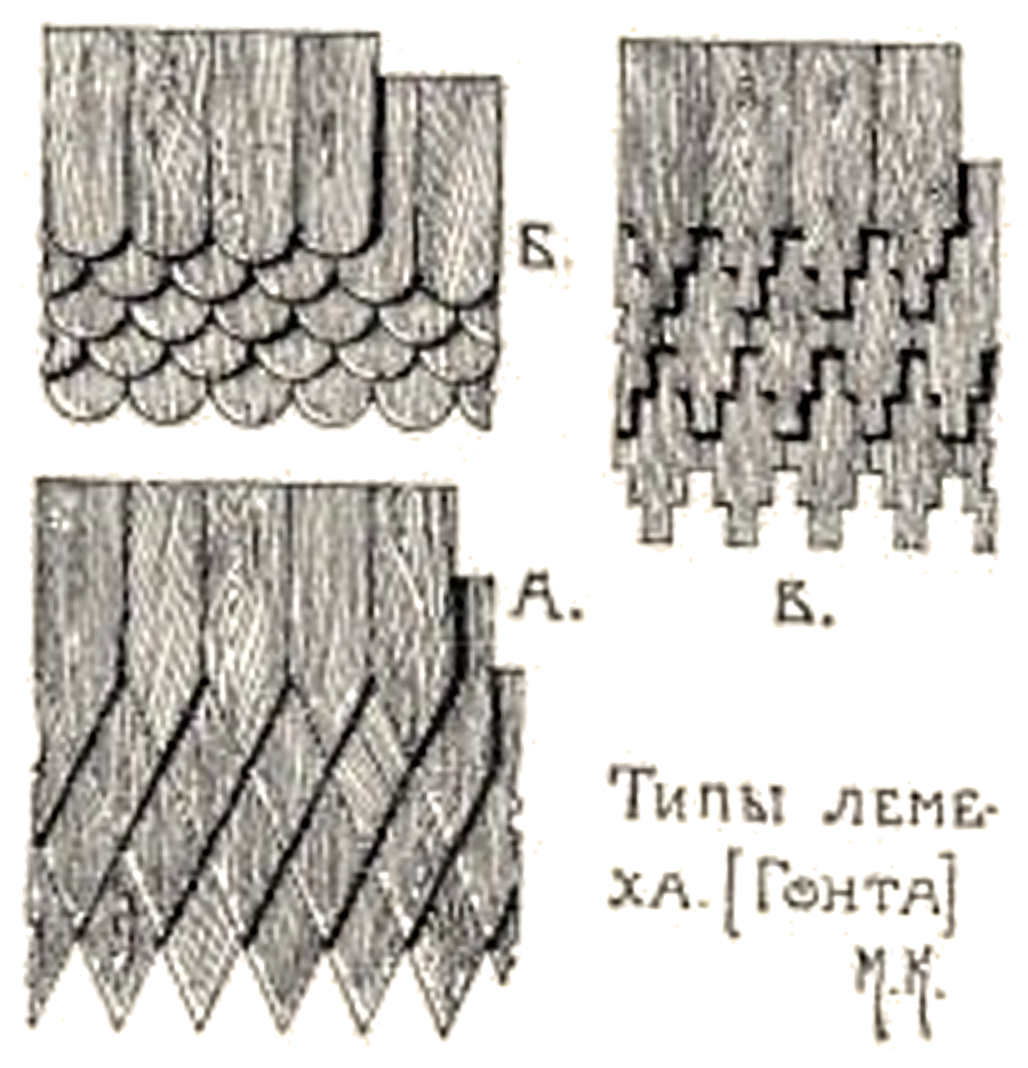
ロシア木瓦の諸タイプ A. 先が鋭い
Б. 先が丸い
В. 階段状

ロシアの木瓦(ロシア語：Ле́мех ) は、ロシアの木造建築用語。曲線状の屋根部に設置されるもの。 瓦の種類の一つ。昔からロシアのキリスト教の教会に設置する。教会以外にはほとんど使われない。

## 語源
本来、「Лемех」はプラウ（又は犂（すき））の刃を意味した。木瓦の形は、すきの刃に似ていることから、同じように「Лемех」と呼ばれるようになった。.

## 概要

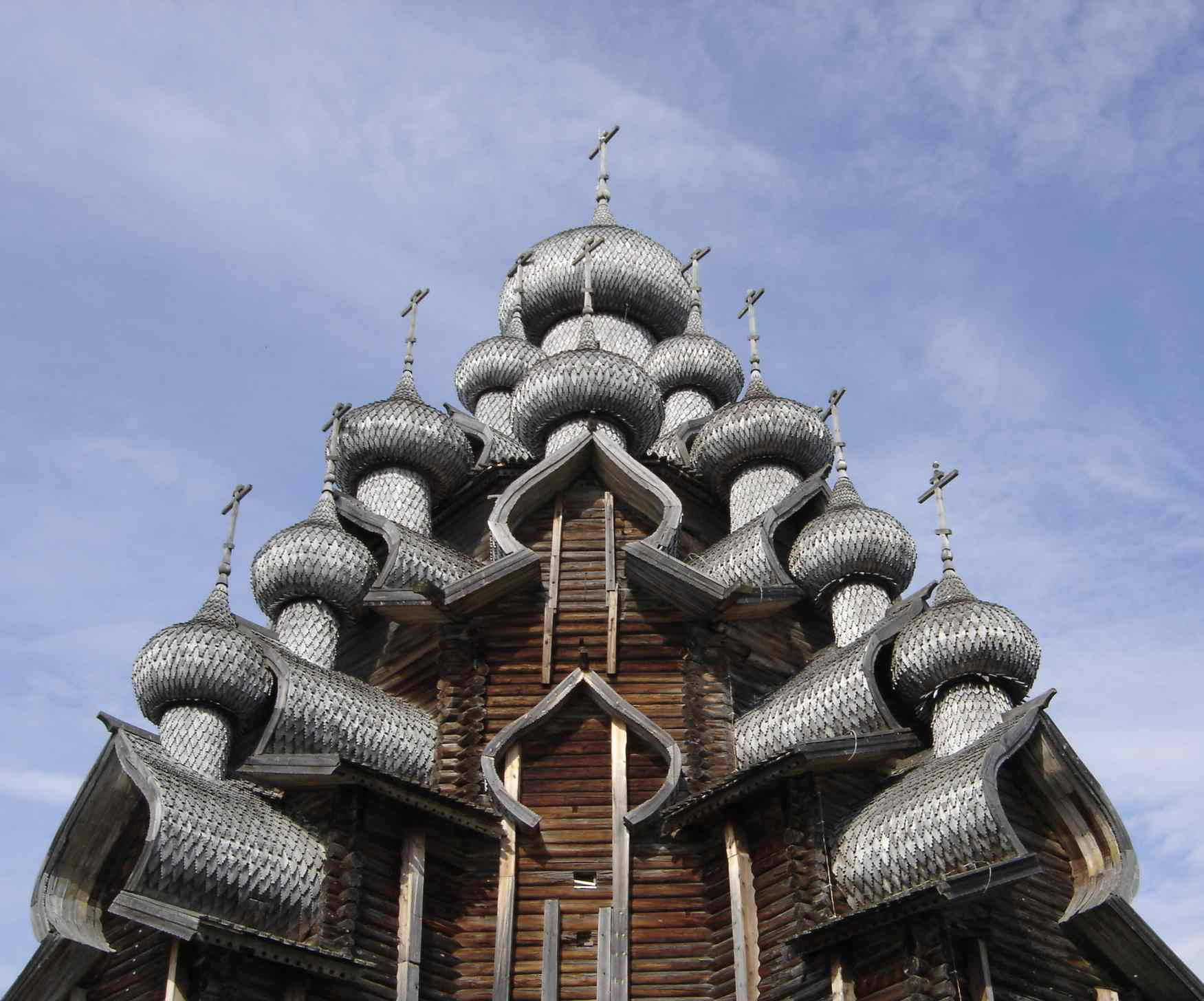
Church of the Transfiguration of the Lord, Kizhi

ヤマナラシが木材として人気だと言われる。その木材の色が少しずつ変わっていくと遠くから見て、銀のように見えてくる。一般的には、木製ディテールに保護塗料（オイル、ろう、ペンキ、ラッカーなど）を施すが、この場合は木瓦に塗料を塗らずにそのまま取り付ける。伝統的に、木瓦を作ったとき短く切った丸太をのこぎりで切らず、斧で割る。そうしておけば、木の繊維を損傷しない。木の繊維は、傷があまりついていない物だと、水を大量に吸収しない。だが、ヤマナラシは耐久性のない木材であり、それらのことから、40年ごとに新しいものに置き換える。

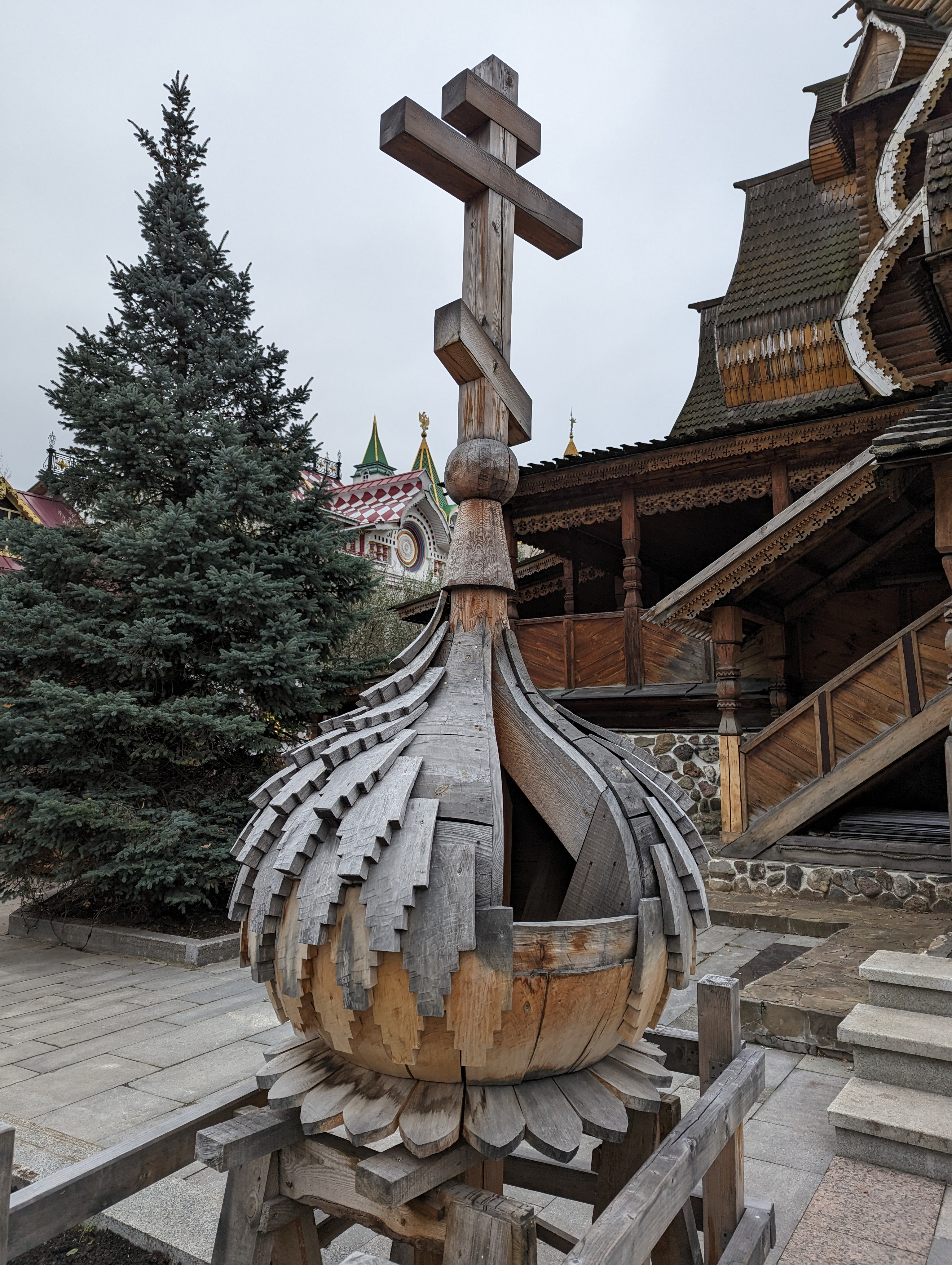
Saint Nicholas Orthodox Church, Moscow